# Aloe lineata
Aloe lineata es una especie de planta suculenta perteneciente a la familia de los aloes. Es endémica de Sudáfrica.

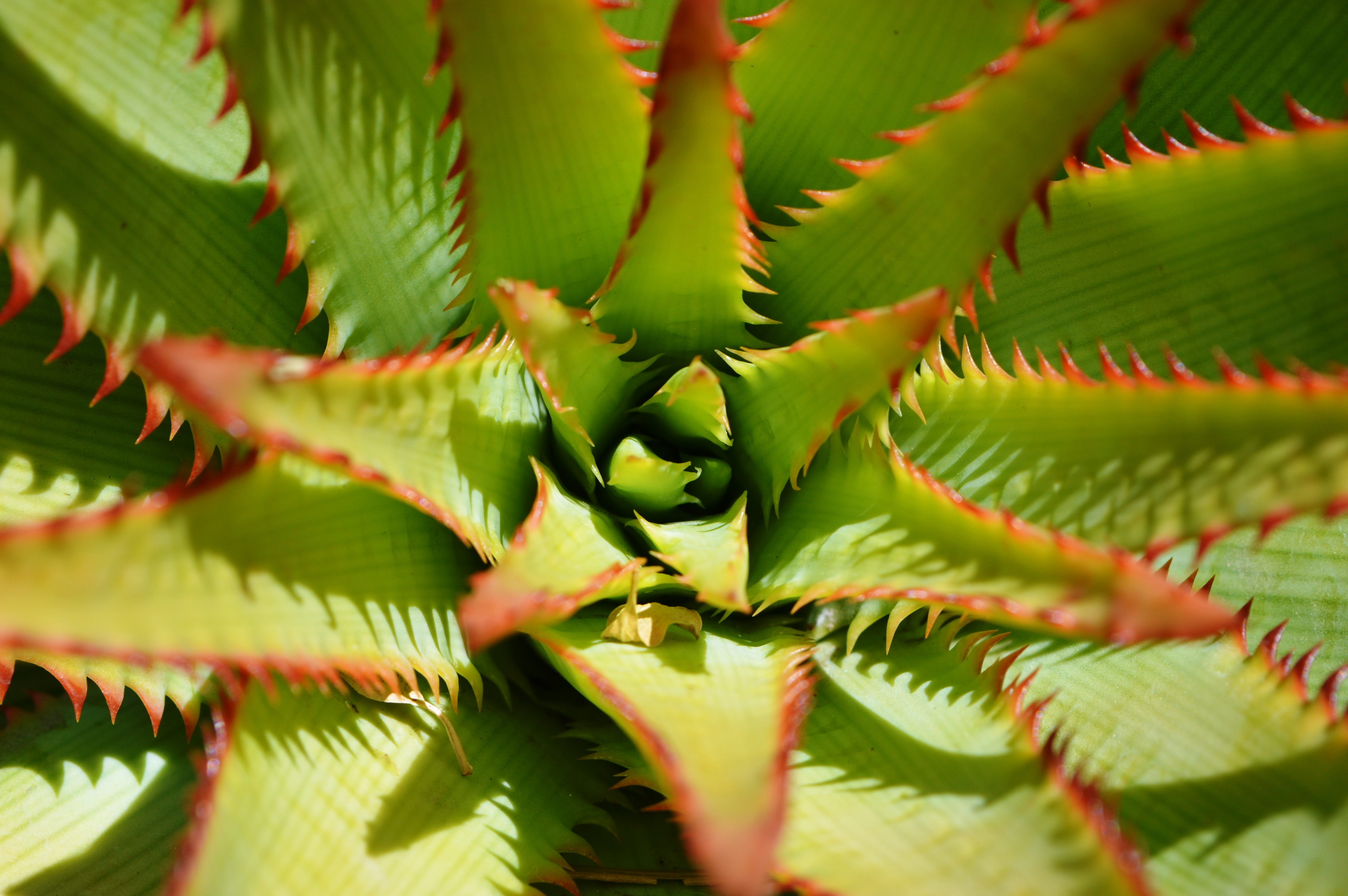
Detalle de las hojas

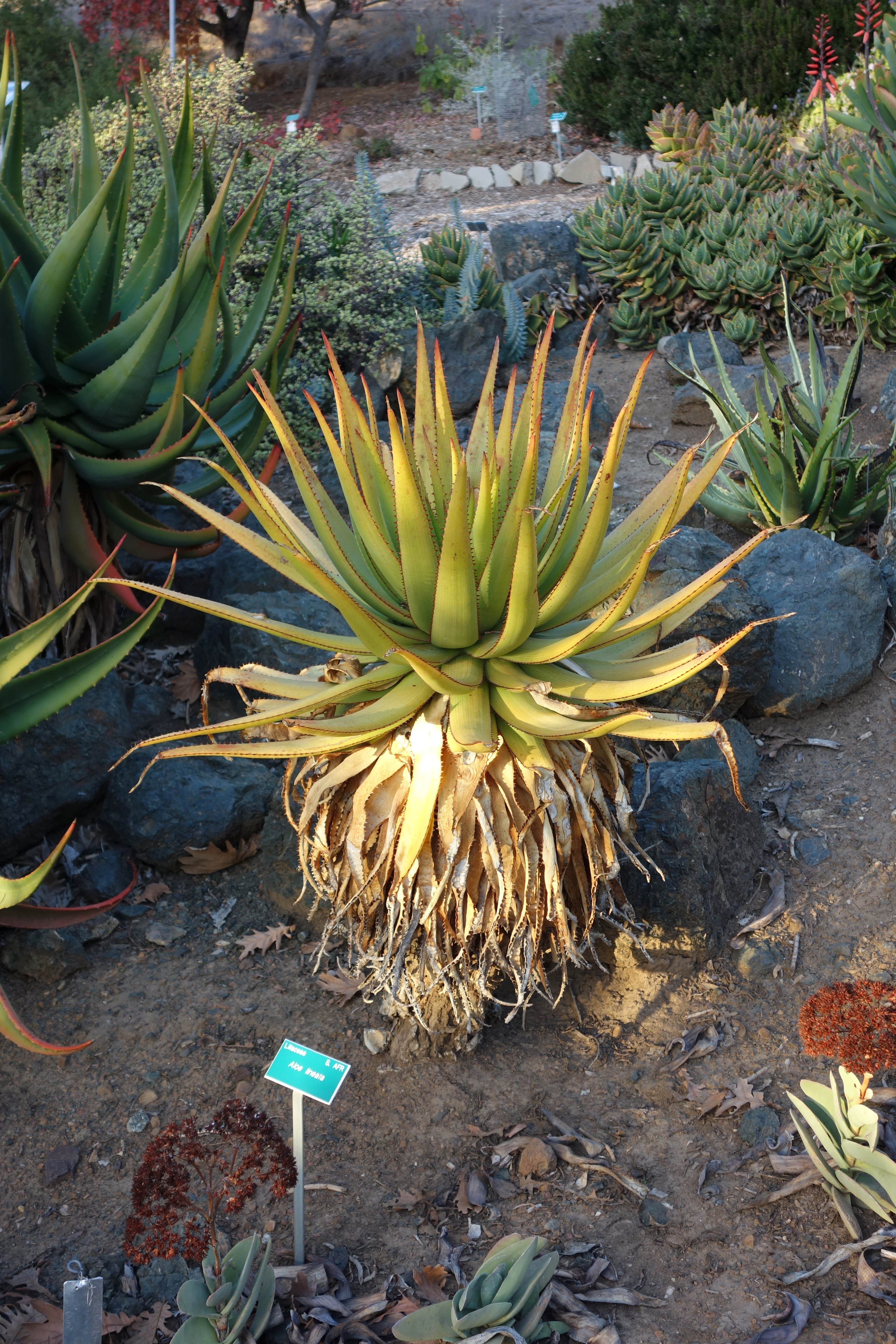
En su hábitat

## Descripción
Es una planta suculenta con pocos tallos, estos de hasta 1,5 m de altura en ejemplares adultos. Tienen 30-40 hojas por roseta, lanceoladas, de 200-400 x 40-90 mm, con la superficie superior plana o ligeramente canalizada, la superficie inferior convexa, claramente lineada,  de color verde brillante, con dientes en los márgenes a veces de color marrón. La inflorescencia  en forma de racimo simple de hasta 1,2 m de altura; con pedúnculo de 0,75-1 m de largo, brácteas oblanceoladas. Las flores de color rosa salmón a  rosa.

## Distribución y hábitat
Aloe lineata se encuentra normalmente en la Provincia Oriental del Cabo y la Provincia Occidental del Cabo, en las zonas de bajas precipitaciones que pueden ocurrir en cualquier época del año.
Las diferencias entre esta especie y Aloe comosa,es que esta rara vez ha diversificado los tallos, y tiene inflorescencias mucho más altas y en el que los pedicelos son marcadamente curvos. Las anteras y estilos de A. comosa son mucho más exertos que los de A. lineata.

## Taxonomía
Aloe lineata fue descrita por (Aiton) Haw. y publicado en Transactions of the Linnean Society of London 7: 18, en el año 1804.
Etimología
Aloe: nombre genérico de origen muy incierto: podría ser derivado del griego άλς, άλός (als, alós), "sal" - dando άλόη, ης, ή (aloé, oés) que designaba tanto la planta como su jugo - debido a su sabor, que recuerda el agua del mar. De allí pasó al Latín ălŏē, ēs con la misma aceptación, y que, en sentido figurado, significaba también "amargo". Se ha propuesto también un origen árabe, alloeh, que significa "la sustancia amarga brillante"; pero es más probablemente de origen complejo a través del hébreo: ahal (אהל), frecuentemente citado en textos bíblicos.
lineata: epíteto latino que significa "lineal", en el que se refiere al patrón alargado de las hojas.
Variedades
- Aloe lineata var. lineata
- Aloe lineata var. muirii (Marloth) Reynolds

Sinonimia
- Aloe perfoliata var. lineata Aiton[9][3]